# 西謊極落之太爆太子太空艙
《西謊極落之太爆太子太空艙》是吳漢邦和吳兆麟聯合執導的香港黑色幽默電影，鄧瑞華任動作指導，由周柏豪、張繼聰、蔡瀚億、林敏驄、林盛斌、鄭欣宜、雨僑和連詩雅主演。

## 故事大綱
本劇包含四個故事，全部改編自香港作家向西村上春樹的作品：《含忍・死人・的士佬》、《西謊極落》之〈來自太空艙的你〉、〈古惑仔的十五年人生〉及〈作孽與贖罪〉。

## 演員表
| 演員   | 角色     |
| 周柏豪 | 周子軒   |
| 張繼聰 | 明       |
| 蔡瀚億 | 鋒       |
| 林敏驄 | 成       |
| 林盛斌 | 何瑞昌   |
| 鄭欣宜 | Jenny    |
| 雨僑   | 麗       |
| 連詩雅 | 葉韻怡   |
| 陳詩慧 | 陳寶玉   |
| 莊思敏 | 賈敏希   |
| 周祉君 | 黃淦金   |
| 杜小喬 | 可兒     |
| 宋本中 | 輝明     |
| 鄭丹瑞 | 可兒父   |
| 盧宛茵 | 葉韻怡母 |
| 盧覓雪 |          |
| 吳志雄 |          |
| 張學潤 |          |

## 外部連結
- 香港影庫上《西謊極落之太爆太子太空艙》的資料（繁體中文）
- 豆瓣电影上《西謊極落之太爆太子太空艙》的資料 （简体中文）
- 时光网上《西謊極落之太爆太子太空艙》的資料（简体中文）
- 互联网电影数据库（IMDb）上《西謊極落之太爆太子太空艙》的资料（英文）
- 爛番茄上《西謊極落之太爆太子太空艙》的資料（英文）